# Pik Tandykul
El Pik Tandykul (en rus пик Тандыкуль, Taldy Köl) és una muntanya de la serralada d'Alay a l'Àsia central. Té una altitud de 5.544 metres sobre el nivell del mar i es troba a la frontera internacional entre el Kirguizstan i el Tadjikistan.